# Saint-Tropez
Saint-Tropez település Franciaországban, Provence-Alpes-Côte d’Azur régióban, Var megye területén, a francia riviérán. Lakossága 4 452 fő volt 2012-ben.
A 19. század vége óta kedvelt hely a festőművészek körében. Ma üdülőhely, jacht- és vitorláskikötő.